# سهيل (نائين)
سهيل هي قرية في مقاطعة نائين، إيران. عدد سكان هذه القرية هو 48 في سنة 2006.